# Лубни (артилерійський бронекатер)
«Лубни» — прикордонний сторожовий корабель (артилерійський бронекатер) проєкту 1204 (шифр «Джміль») Державної прикордонної служби України. Був названий на честь міста Лубни. Має бортовий номер BG-82.

## Особливості проєкту
Кораблі морської охорони проекту 1204 «Шмель» (Джміль) – проект річкових артилерійських кораблів часів СРСР, призначені для несення дозорної служби на річках та озерах, підтримки сухопутних військ артилерійсько-кулеметним вогнем, перевезення особового складу з озброєнням під час переправ і дій у басейнах річок, а також для дій в прибережних мілководних районах морів.

## Історія
Артилерійський катер «АК-211» був закладений 20 липня 1972 році в Керчі на СБЗ «Залив» (заводський №347), спущений на воду 12 вересня 1972 року, став до ладу 30 вересня 1972 року. Входив до складу 327-го гвардійського дивізіону артилерійських кораблів 116-ї бригади річкових кораблів ЧФ, з базуванням на Ізмаїл. 10 квітня 1994 року при розформуванні військової частини корабель залишився в Ізмаїлі в складі 3-й БрПСКр ВМСУ, де він був перекласифікований в прикордонний сторожовий корабель з новою назвою — «Лубни» (бортовий 171, з 1999 року - BG-82). У 2018 пройшов ремонт на підприємстві ТОВ «Дунайсудосервіс». Зараз бронекатер виконує бойові завдання в Кілійському дивізіоні кораблів морської охорони.